# Водолаги
Водолаги (укр. Водолаги) — село,
Беловодский сельский совет,
Сумский район,
Сумская область,
Украина.
Код КОАТУУ — 5924781103. Население по данным 2024 года составляло 33 человека.

## Географическое положение
Село Водолаги находится в 3,5 км от левого берега реки Снагость.
На расстоянии до 2-х км расположены сёла Веселовка и Новониколаевка.
В 2-х км проходит граница с Россией.
По селу протекает пересыхающий ручей с запрудой.

## Экономика
- Молочно-товарная ферма.